# Kybernetik (Theologie)
Die Kybernetik (substantiviertes griechisches Adjektiv κυβερνητικὴ [τέχνη] mit Bedeutung „Steuermanns-[Kunst]“, zu κυβερνήτης, altgriechisch ausgesprochen kybernétes, „Steuermann“ und κυβέρνησις, kybérnesis, „Leitung“, „Herrschaft“) ist die (weithin veraltete) Bezeichnung für eine Teildisziplin der praktischen Theologie. Sie beschäftigte sich mit der Kirchenleitung.
Neuansätze in der Praktischen Theologie haben die Kybernetik zu Gunsten einer „Theorie kirchlichen Handelns“ weiterentwickelt.